# Humberto Maschio
Humberto Dionisio Maschio (født 20. februar 1933 i Avellaneda, død 20. august 2024) var en argentinsk fodboldspiller (angriber/midtbane).
Maschio var med på det argentinske landshold, der vandt guld ved de sydamerikanske mesterskaber i 1957, og han blev samtidig turneringens topscorer. Da han senere spillede i italiensk fodbold fik han italiensk statsborgerskab. Han deltog ved VM 1962 i Chile for Italien, hvor han fik spilletid i én af landets tre kampe.
På klubplan spillede Maschio i den argentinske liga for Quilmes og Racing Club. Han tilbragte desuden ni år i Italien, hvor han blandt andet repræsenterede Atalanta og Fiorentina.